# Jamil Bachir
Jamil Bachir (Ǧamīl Bašīr  1920, Mossoul, Irak - 24 septembre 1977, Londres) est un musicien irakien-assyrien, frère de Mounir Bachir.

## Biographie
Son père, qui était chanteur, joueur et fabricant d'oud, a commencé à lui enseigner l'oud à l'âge de six ans. Quand l'institut irakien de musique s'est ouvert en 1936, Jamil s'est inscrit pour apprendre l'oud avec Sherif Muheddin Haydar et le violon avec Sando Alio. Il a fini ses études d'oud en 1943 et celles de violon en 1946, recevant un diplôme avec les honneurs pour les deux instruments, puis a travaillé à l'institut en tant que professeur d'oud et de violon. En même temps, il est devenu le chef de l'orchestre puis du département musique de la radio de Bagdad. Il a également écrit une méthode d'oud en deux volumes.
Jamil Bashir était également un bon chanteur, mais il n'a pas continué de chanter, préférant l'oud.

## Discographie
- Luth Traditionnel En Iraq (1974)